# Горящая пашня
«Горящая пашня» (нем. Der Brennende Acker) — фильм режиссёра Фридриха Мурнау, премьера которого состоялась 20 ноября 1922 года.

## Сюжет
У крестьянского сына Йоханнеса великие планы: он становится секретарём графа Рюденберга и случайно узнаёт, что графу принадлежит «Чёртов участок» — мёртвая земля, на которой ничего не растёт, из-за того что на нём находится драгоценный источник нефти. После смерти графа, чтобы получить в собственность этот участок, Йоханнес женится на его вдове Хельге. Однако, Хельга без ведома своего нового мужа продаёт этот участок. Узнав о том, что Йоханнес женился только из-за этого участка, она кончает жизнь самоубийством. Дочь графа Герда, которая когда-то любила Йоханнеса, в отчаянии поджигает нефтяной источник, кончая с жизнью. Йоханнес в печали возвращается в дом своего отца.

## В ролях
- Вернер Краус — Старый Рог
- Ойген Клопфер — Петер Рог
- Владимир Гайдаров — Йоханнес Рог
- Эдуард фон Винтерштайн — Граф Рюденберг
- Лиа де Путти — Герда, дочь графа
- Стелла Арбенина — Хельга, 2-я жена графа
- Альфред Абель — Людвиг фон Лелеуэл
- Грета Диркс — Мария
- Эльза Вагнер — Магда
- Эмилия Унда — Старая горничная
- Леони Тальянски — Горничная Герды
- Георг Йон — Старший работник
- Эмили Курц — Старшая служанка
- Роберт Леффлер — Служитель
- Ойген Рекс — Покупатель пашни